# Anita Carter
Ina Anita Carter (31. března 1933 – 29. července 1999) byla všestranná americká zpěvačka, která experimentovala s několika různými druhy hudby a zpívala se svými sestrami Helen Carter a June Carter Cash jako The Carter Sisters. Trio se v roce 1950 zúčastnilo rozhlasové přehlídky Grand Ole Opry v roce 1950 (Anitě bylo 17 let), uvádělo show Elvise Presleyho a připojilo se k The Johnny Cash Show v roce 1971. Jako sólová umělkyně i s Carter Family nahrávala pro mnoho značek včetně RCA Victor, Cadence, Columbia, Audiograph, United Artists, Liberty a Capitol.

## Životopis
Narodila se v Maces Spring v Virginii jako nejmladší dcera otce Ezra a matky Maybelle Carterových. V roce 1951 se umístila v Top Ten na 2. místě s písní Down The Trail of Achin 'Hearts s Hankem Snowem a na 4. místě s Blue Bird Island. V roce 1968 s písní I Got You s Waylonem Jenningem obsadila 4. místo v Top Ten. Ostatní sólová alba byla také úspěšná. V 60. letech natočila dvě folková alba.
V roce 1962 natočila skladbu napsanou sestrou June a Merle Kilgore nazvanou Love's Ring of Fire. Po vyslechnutí nahrávky se jejímu budoucímu švagrovi Johnnymu Cashovi údajně zdálo, že v ní slyší mexickou dechovku, a řekl Anitě, že pokud její píseň nebude za posledních pět nebo šest měsíců hit, nahraje ji sám „tak, jak to cítím“. Poté, co se písni nepodařilo uspět, v březnu 1963 ji Cash nahrál jako Ring Of Fire s dechovou sekcí a Carter Sisters (spolu s matkou Maybelle). Revidovaná skladba získala širokou mezinárodní popularitu a stala se jedním z největších hitů jeho kariéry. Objevila se na Večerní hodině Kate Smith, aktuálně na YouTube, v duetu s Hankem Williamsem, o své píseň I Can not Help It (If I'm Still in Love with You).

### Manželství
Anita Carter si v roce 1950 vzala houslistu Dalea Pottera (později se rozvedli), v roce 1953 studiového hudebníka Dona Davise (rozvedli se a pak se znovu vzali), a v roce 1974 Boba Woottona, sólového kytaristu Cashovy skupiny The Tennessee Three (později se rozvedli). Měla dvě děti, Lorrie Frances a Jaye Davise.

### Úmrtí
Carterová trpěla již řadu let revmatoidní artritidou a léky, které kvůli ní užívala, jí vážně poškodily pankreas, ledviny a játra. Zemřela 29. července 1999, ve věku 66 let, rok po nejstarší sestře Helen a čtyři roky před prostřední sestrou June. Byla v hospicové péči v domě Johnnyho a June Carter Cash v Hendersonvillu v Tennessee. Její hrob je v Hendersonville Memory Gardens v Hendersonvillu v Tennessee.

### Singly mimo Carter Family
| Rok  | Titul                           | Vydavatel      | Pozice v žebříčku | Popis                        |
| ---- | ------------------------------- | -------------- | ----------------- | ---------------------------- |
| 1951 | Bluebird Island                 | RCA Victor     | 4                 | duet s Hank Snow             |
| 1951 | Down the Trail of Aching Hearts | RCA Victor     | 2                 | duet s Hank Snow             |
| 1955 | Pledging my Love                | RCA Victor     | ??                | jako část 'Nita, Rita & Ruby |
| 1966 | I'm Gonna Leave You             | RCA Victor     | 44                |                              |
| 1967 | Love Me Now While I Am Living   | RCA Victor     | 61                |                              |
| 1968 | I Got You                       | RCA Victor     | 4                 | duet s Waylon Jennings       |
| 1968 | To Be a Child Again             | RCA Victor     | 65                |                              |
| 1969 | Coming of the Roads             | United Artists | 50                | duet s Johnny Darrell        |
| 1971 | Tulsa County                    | Capitol        | 41                |                              |
| 1971 | Whole Lotta Lovin               | Capitol        | 61                |                              |